# Dietz-Rüdiger Moser
Dietz-Rüdiger Moser (* 22. März 1939 in Berlin; † 23. Mai 2010 in München) war ein deutscher Volkskundler, Literaturhistoriker und Musikwissenschaftler.

## Leben
Seine Eltern waren der Musikwissenschaftler Hans Joachim Moser und Hanna geb. Walch (1910–2004), eine Urenkelin von Clara und Robert Schumann. Der Opernsänger Wolf-Hildebrand Moser (* 1943) ist sein Bruder,
die Opernsängerin Edda Moser seine Halbschwester.
Dietz-Rüdiger Moser studierte zunächst als Stipendiat der Studienstiftung des deutschen Volkes Musikwissenschaft, Germanistik, Mittellateinische Philologie, Kunstgeschichte und Volkskunde an den Universitäten Berlin, Kiel, Saarbrücken und Göttingen, wo er 1967 in Musikwissenschaft promovierte. Im Anschluss daran wurde er wissenschaftlicher Mitarbeiter am Institut für ostdeutsche Volkskunde in Freiburg im Breisgau. 1978 habilitierte er sich für das Fach Volkskunde an der dortigen Universität und lehrte danach als Heisenberg-Stipendiat der Deutschen Forschungsgemeinschaft sowohl dort als auch an der Freien Universität Berlin und den Universitäten Heidelberg und Münster, bis er 1981 Professor für Volkskunde an der Freiburger Universität wurde.
Von 1984 bis 2004 hatte er einen Lehrstuhl für Bayerische Literaturgeschichte an der Universität München inne und erwarb sich mit seinen Forschungen zu katholischem Leben und Brauchtum sowie zur Literatur in Bayern hohe wissenschaftliche Reputation.
Zwischen 1984 und 1985 war Moser Vorstand des Instituts für Deutsche Philologie, von 1985 bis 1999 des Institutes für Bayerische Literaturgeschichte, danach mit dem Lehrstuhl für Bayerische Kulturgeschichte Mitglied des Instituts für Bayerische Geschichte der Münchener Universität. Moser war Begründer und Chefredakteur der Zeitschrift Literatur in Bayern. Seine Forschungsschwerpunkte lagen auf der Christlichen Konfessionskunde, der Erzählforschung, der Volkslied- und Brauchforschung sowie auf der Literarischen Volkskunde.

## Preise und Auszeichnungen
- 1978–1984 Heisenberg-Stipendiat der Deutschen Forschungsgemeinschaft
- 1996 Kulturpreis der deutschen Fastnacht
- 1999 Leitmotive. Festschrift für D.-R. M. zum 60. Geburtstag.
- 2006 Ehrenpreis der Kulturstiftung Bücher-Dieckmeyer zur Pflege der Kirchenmusik in Bayern.
- 2007 Österreichisches Ehrenkreuz für Wissenschaft und Kunst Erster Klasse
- 2009 Europäischer Märchenpreis der Märchen-Stiftung Walter Kahn (Volkach)

## Publikationen (Auswahl)
- Musikgeschichte der Stadt Quedlinburg. Von der Reformation bis zur Auflösung des Stiftes (1539–1802). Beiträge zu einer Musikgeschichte des Harzraumes. Göttingen 1968, (Göttingen, Universität, Dissertation, vom 12. Januar 1968, maschinschriftlich).
- Lazarus Strohmanus Jülich. Ein christlicher Volksbrauch zur Lehre von der „satisfactio vicaria“. Stadt Jülich, Jülich 1975, (Mehrere Ausgaben).
- Die Tannhäuser-Legende. Eine Studie über Intentionalität und Rezeption katechetischer Volkserzählungen zum Buß-Sakrament (= Fabula. Supplement-Serie B: Untersuchungen. Bd. 4). de Gruyter Berlin u. a. 1977, ISBN 3-11-005957-6.
- Verkündigung durch Volksgesang. Studien zur Liedpropaganda und -katechese der Gegenreformation. E. Schmidt, Berlin 1981, ISBN 3-503-01648-1 (Zugleich: Freiburg (Breisgau), Universität, Habilitations-Schrift, 1978).
- als Herausgeber mit Günther Reischl: Taschenlexikon zur Bayerischen Gegenwartsliteratur. Piper, München 1986, ISBN 978-3-492-00774-0.
- Fastnacht – Fasching – Karneval. Das Fest der „Verkehrten Welt“. Edition Kaleidoskop im Verlag Styria, Graz u. a. 1986, ISBN 3-222-11595-8.
- Maskeraden auf Schlitten. Studentische Faschings-Schlittenfahrten im Zeitalter der Aufklärung. Süddeutscher Verlag, München 1988, ISBN 3-7991-6433-2.
- Bräuche und Feste im christlichen Jahreslauf. Brauchformen der Gegenwart in kulturgeschichtlichen Zusammenhängen. Edition Kaleidoskop im Verlag Styria, Graz u. a. 1993, ISBN 3-222-12069-2.
- als Herausgeber: Max und Moritz waren Bayern. Wilhelm Busch in seiner Münchener Zeit. (Begleitband zur Ausstellung „Max und Moritz waren Bayern, Wilhelm Busch in seiner Münchener Zeit“ des Instituts für Bayerische Literaturgeschichte der Universität München. Vom 25. Juli bis zum 10. September 2000 in den Räumen der „Allotria“ im Künstlerhaus am Lenbachplatz). Institut für Bayerische Literaturgeschichte der Universität München, München 2000, ISBN 3-9804213-9-2.
- Bräuche und Feste durch das ganze Jahr. Gepflogenheiten der Gegenwart in kulturgeschichtlichen Zusammenhängen. Herder, Freiburg (Breisgau) u. a. 2002, ISBN 3-451-27367-5.
- als Herausgeber mit Carolin Raffelsbauer: Geachtet & geächtet. Bayerische Volkshelden in kulturhistorischen Skizzen. Edition Buntehunde, Regensburg 2007, ISBN 978-3-934941-29-8.